# Sylvicola integratus
Sylvicola integratus är en tvåvingeart som först beskrevs av Edwards 1933.  Sylvicola integratus ingår i släktet Sylvicola och familjen fönstermyggor. Inga underarter finns listade i Catalogue of Life.